# بيرنهام مارتن
بيرنهام مارتن هو محامي وسياسي أمريكي، ولد في 10 أغسطس 1811، وتوفي في 17 نوفمبر 1882 في تشيلسي في الولايات المتحدة. نشط حزبياً في الحزب الجمهوري. وقد انتخب عضو مجلس نواب أوهايو ‏ وانتخب عضو مجلس نواب فيرمونت ‏.